# 1В15

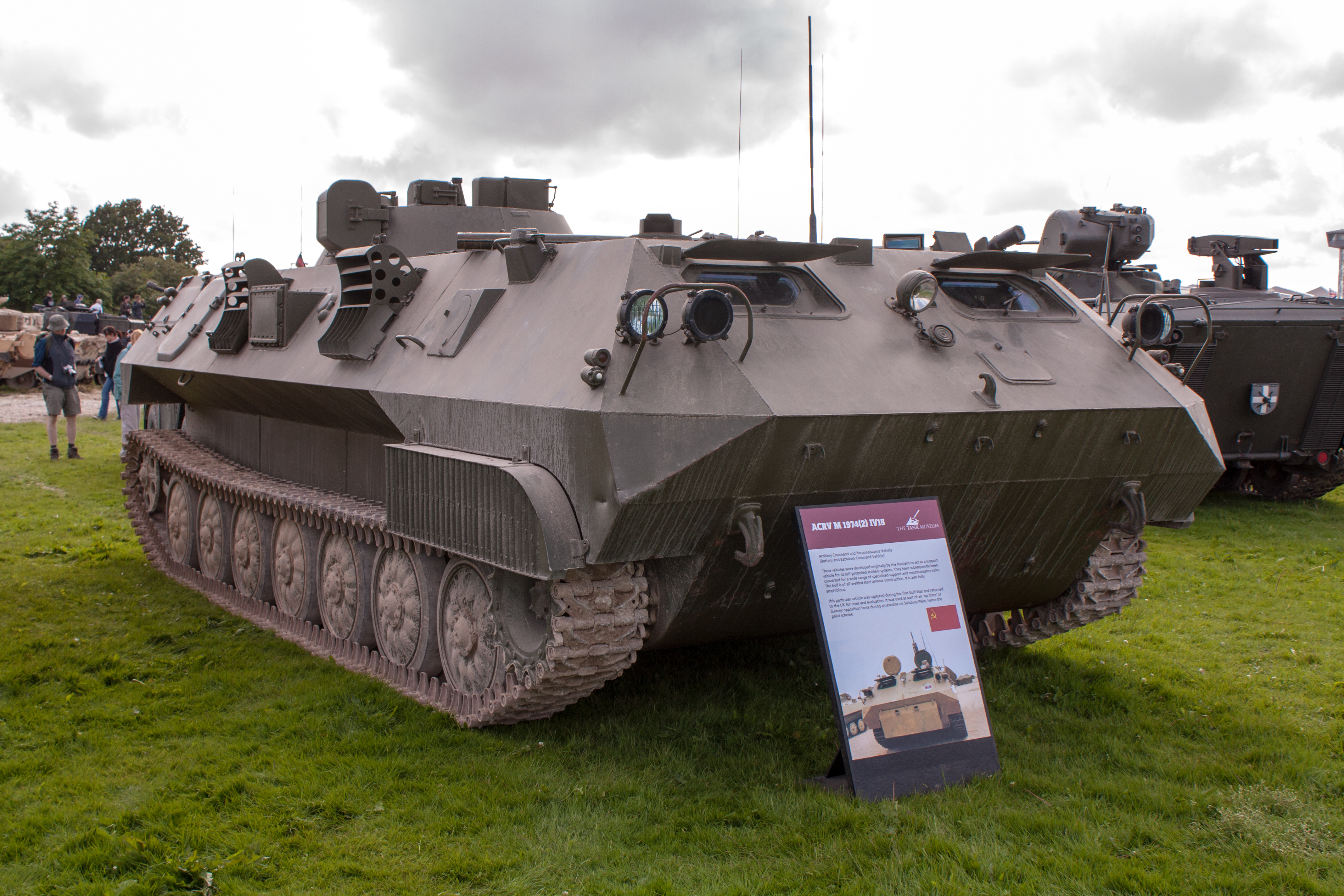
1В15 на виставці Tankfest 2012

Машина 1В15 (ACRV M1974/2b за класифікацією НАТО) — радянський і російський пересувний командно-спостережний пункт командира дивізіону КСАУ самохідної артилерії 1В12 «Машина-С».

## Опис
Машина 1В15 комплексу 1В12 створена на базі МТ-ЛБу. Виконує функції пересувного командно-спостережного пункту командира дивізіону та призначена для ведення артилерійської розвідки, управління вогнем дивізіону, здійснення взаємодії в бою з командирами загальновійськових і доданих підрозділів. 
Машина забезпечує вирішення наступних завдань:
- ведення розвідки противника та місцевості;
- визначення власних координат та координат цілей;
- ведення пристрілки та коригування вогню;
- підтримання зв'язку зі старшим артилерійським начальником, начальником штабу дивізіону, командирами підлеглих, доданих і підтримуваних підрозділів.

До складу екіпажу машини входять 6 осіб :
1. Механік-водій;
2. Оператор;
3. Розвідник-дальномірщик;
4. Старший радіотелефоніст;
5. Командир відділення (за сумісництвом оператор-топогеодезист);
6. Командир дивізіону.

### Озброєння
Як основне озброєння використовується 7,62-мм кулемет ПКМБ. Кулемет перевозиться всередині машині, при стрільбі встановлюється в спеціальну установку, яка розташована на даху башти. Возимий боєкомплект становить 1250 патронів. Крім того є можливість ведення вогню з особистої зброї через спеціальні амбразури в корпусі

## Модифікації
- 1В15 — машина командира дивізіону КСАУО 1В12
- 1В15-1 — машина командира дивізіону КСАУО 1В12-1
- 1В15-3 — машина командира дивізіону КСАУО 1В12-3
- 1В15-4 — машина командира дивізіону КСАУО 1В12-4
- 1В15М — машина командира дивізіону КСАУО 1В12М
- 1В15М-1 — машина командира дивізіону КСАУО 1В12М-1
- 1В15М-3 — машина командира дивізіону КСАУО 1В12М-3
- MT-LBu-P — фінська модифікація машини командира дивізіону 1В15